# Daniel Urresti
Daniel Belizario Urresti Elera (Huancabamba, 25 de agosto de 1956) es un político y militar retirado peruano, con el rango de general de brigada. Fue congresista de la república por Lima en el breve periodo 2020-2021 y ministro del Interior del Perú durante el gobierno de Ollanta Humala, desde el 23 de junio del 2014 hasta el 17 de febrero del 2015. 
Es miembro del partido político Podemos Perú y postuló a la alcaldía de la ciudad de Lima en las elecciones del 2018 y 2022, así como candidato a la presidencia del Perú en las elecciones del año 2022.
En 2023, fue condenado a prisión por el asesinato del periodista Hugo Bustíos.

## Biografía
Nació en la ciudad de Huancabamba, ubicado en el departamento de Piura, el 25 de agosto de 1956.
Recibió la formación castrense en la Escuela Militar de Chorrillos. Ha realizado estudios de Operaciones Psicológicas en la Escuela de Operaciones Psicológicas del Ejército y estudios de Defensa en el Centro de Altos Estudios Nacionales (CAEN).
Es egresado de la maestría en Ingeniería Electrónica con mención en Telemática de la Universidad Nacional Federico Villarreal.
Trabajó durante treinta y cuatro años en el sistema de telecomunicaciones del Ejército. Llegó a ser comandante general de la Tercera Brigada de Comunicaciones.
Desde el inicio del gobierno de Ollanta Humala, colaboró en la presidencia del Consejo de Ministros del Perú (PCM), como asesor, y luego como secretario de Gestión del Riesgo de Desastre.
En el 2013, fue nombrado alto comisionado en asuntos de formalización de la minería, interdicción de la minería ilegal y remediación ambiental de la Presidencia del Consejo de Ministros. En tal calidad, dirigió constantes operativos de interdicción y mayor control de insumos utilizados en la minería ilegal, en las zonas de Madre de Dios, Puno, Arequipa y otras.

## Carrera política

### Ministro del Interior

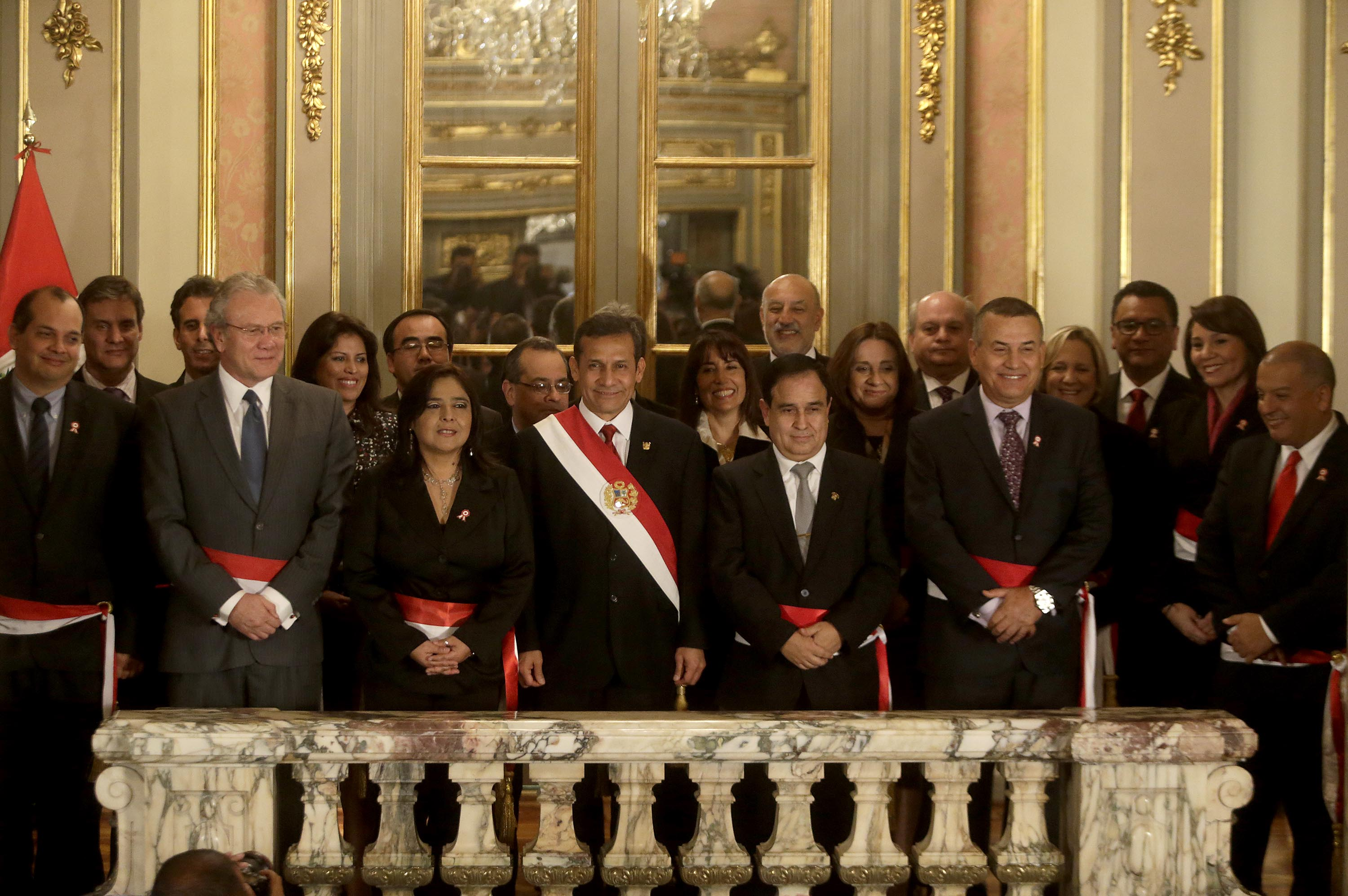
Junto con el presidente Ollanta Humala y el resto de los miembros del gabinete ministerial, tras la ceremonia de su ratificación como ministro, el 22 de julio de 2014 (gabinete Jara).

El 23 de junio de 2014, juró como el sexto ministro del Interior del gobierno del presidente Ollanta Humala, en reemplazo de Walter Albán, integrando el gabinete presidido por René Cornejo (y, un mes después, por Ana Jara). Su imagen de militar enérgico, que venía laborando desde el inicio del gobierno en la PCM, motivó a que fuera elegido como ministro, ante la decisión del gobierno de implementar varios proyectos de seguridad ciudadana, para los que precisaba de un titular del Interior que encajara en un perfil más ejecutivo. La ceremonia, en la que también juraron los nuevos ministros de Relaciones Exteriores y de Transportes y Comunicaciones (Gonzalo Gutiérrez Reinel y José Gallardo, respectivamente), se realizó en el Salón Dorado de Palacio de Gobierno.
No bien asumió su cargo, Urresti anunció que combatiría a la delincuencia en todo el país: «No le vamos a dar tregua. Vamos a recuperar el principio de autoridad y el brillo que siempre debió tener la Policía Nacional.», dijo al respecto. Prontamente se destacó por su estilo muy activo y locuaz, en constante demanda de presencia mediática, lo que le convirtió en el principal operador político del gobierno de Humala y el ministro con más apoyo popular.

#### Gestiones
- Captura de Benedicto Jiménez Bacca, director de la revista Justo juez, en Arequipa, personaje sindicado de pertenecer a la cúpula delincuencial de Rodolfo Orellana.[7]
- Captura de Rodolfo Orellana y de su hermana Ludith, acusados por el Ministerio Público del Perú por la comisión del delito de tráfico de terrenos.[8]
- Operativización de equipos policiales, conformados por agentes jóvenes vestidos de civil, denominados Terna.[9]

- En agosto de 2014, se incautó en Trujillo seis toneladas de cocaína y en diciembre en Lima media tonelada de la misma sustancia.[10] En otra oportunidad, recibió críticas por haber presentado la incautación de un cargamento de 400 kilos de cocaína, que luego se supo que en su mayor parte era solo yeso.[11]

- Aunado a la procuraduría, denunció a los dirigentes del Movadef (organización de fachada de Sendero Luminoso) por apología al terrorismo. Se presentó en un local donde se exhibían cuadros y esculturas hechas por senderistas sentenciados, y sostuvo una fuerte discusión con el abogado de Abimael Guzmán, Manuel Fajardo, frente a las cámaras de televisión.[12]
- Un golpe para su imagen fue la huida a Bolivia del prófugo de la justicia Martín Belaunde Lossio, protagonista de un sonado caso de corrupción, que, a decir de algunos, involucraría a las altas esferas del gobierno peruano.[13] La presencia de Belaunde en Bolivia fue dada a conocer a fines de diciembre de 2014 por el entonces Fiscal de la Nación Carlos Ramos Heredia, pocas horas después de que éste fuera suspendido de su cargo, lo que incentiva más las especulaciones sobre el supuesto interés del gobierno en rehuir el asunto.[14]

#### Exposiciones mediáticas

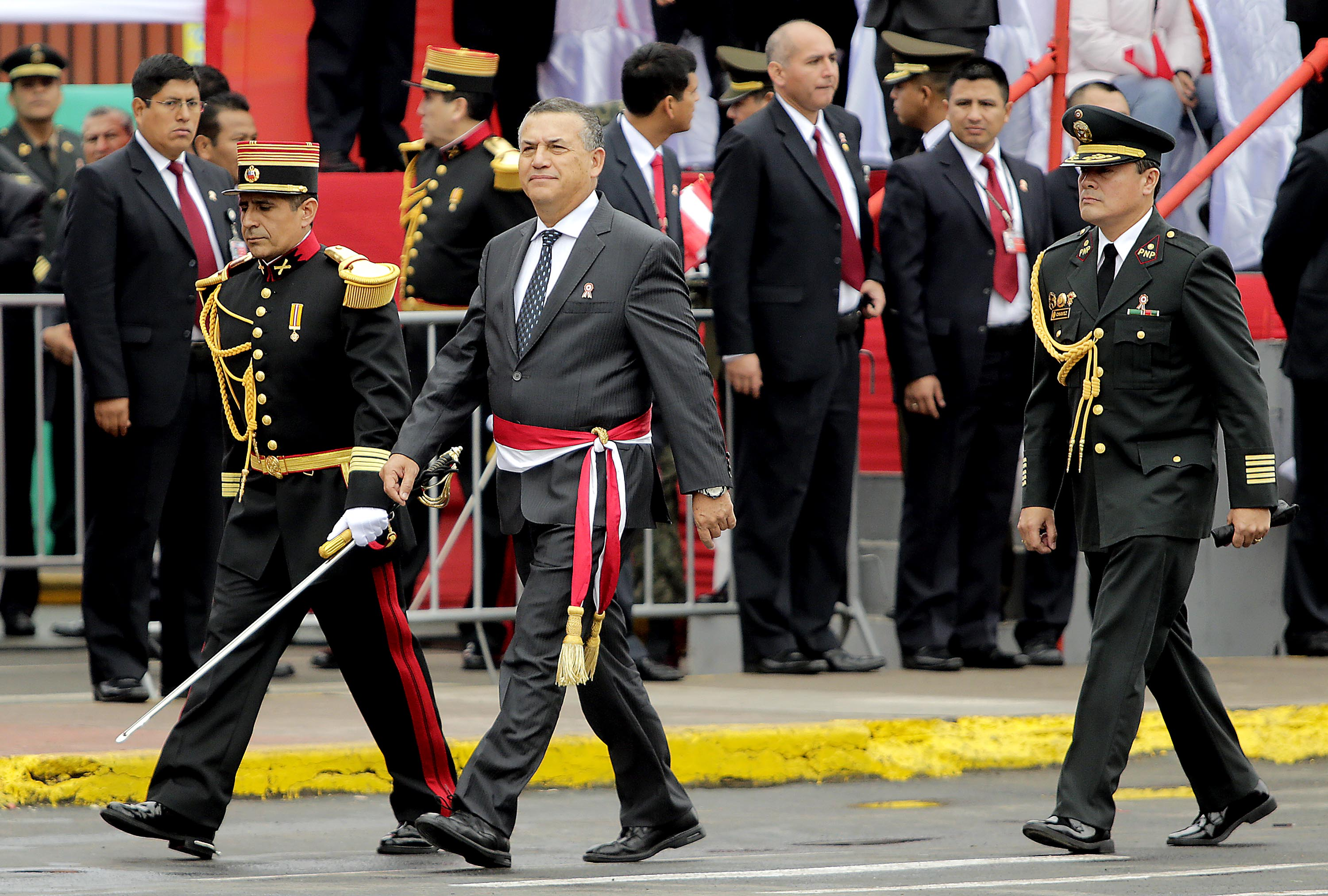
Durante la Gran Parada Cívico Militar del 29 de julio de 2014.

- Tuvo una polémica con Manuel Burga Seoane, presidente de la Federación Peruana de Fútbol, a quien exigió que procurara su propio resguardo, por representar intereses comerciales privados.[15]

- Intervino en apoyo del ministro de Justicia Daniel Figallo, señalado por la ya desaforada procuradora Yeni Vilcatoma de intromisión en el caso Martín Belaúnde Lossio. Declaró que la exprocuradora debía someterse a una prueba psicológica.[16]

- Cuestionó que la Coordinadora Nacional de Derechos Humanos (CNDDHH) solo defendía a terroristas, a lo que Rocío Silva-Santisteban respondió que dicha organización actuaba a favor de campesinos, obreros, profesores, periodistas, policías, militares, enfermeras, abogados, pastores, sacerdotes.[17]

- Periodistas de Lima, a través de su órgano gremial, le declararon persona no grata, por rechazar un diálogo y por burlarse de comunicadores.[18]

- Usaba habitualmente la red social del Twitter, para responder de manera sarcástica y a veces insultante a quienes criticaban su gestión o la del Gobierno. Sus pullas iban dirigidas especialmente contra Alan García, Mauricio Mulder y Keiko Fujimori (los dos últimos solían responderle por la misma vía).[19] Su tuit más polémico fue el que compartió una imagen que se burlaba de las exparejas y mujeres vinculadas a Alan García.[11] Cuando se le criticó por convertir el Twitter en un campo de batalla, se limitó a responder de manera irónica.[20]

#### Renuncia
Las denuncias por abusos policiales fue finalmente lo que le obligó a presentar su renuncia. 
Durante una operación policial de desalojo de una vivienda de Cajamarca, perdió la vida el ciudadano Fidel Flores Vásquez, a consecuencia del impacto de un proyectil de perdigones en el lado derecho del pecho, y que, pese a estar caído, continuó recibiendo golpes de parte de los efectivos policiales. Urresti se vio obligado a reconocer que en este caso hubo un evidente exceso policial (octubre de 2014).
Otro incidente ocurrió en Pichanaki (Junín), donde, durante una protesta organizada por el Frente de Defensa Ambiental, se desencadenó una ola de violencia, en la que perdió la vida el joven estudiante Ever Pérez Huamán, a consecuencia de un disparo de arma de fuego. Hubo, además, más de 170 heridos, 32 de ellos por arma de fuego (9 de febrero de 2015). Pese a que inicialmente Urresti negó la responsabilidad de la policía en el hecho, aduciendo que ningún efectivo policial portaba armas de fuego durante el operativo de seguridad, finalmente debió admitir que algunos policías si lo llevaban y habrían hecho uso de los mismos. Urresti asumió la responsabilidad política por lo ocurrido, pero la oposición adujo que no era suficiente este gesto y exigió su renuncia.
Aunque Urresti dijo inicialmente que no renunciaría, finalmente debió ceder, pese a tener un alto índice de popularidad. El día 17 de febrero de 2015 se produjo la renovación del gabinete ministerial y Urresti dejó el portafolio del Interior a José Luis Pérez Guadalupe, hasta entonces jefe del INPE.

### Caso Bustíos
En 2009 Urresti empezó a ser investigado por el Poder Judicial por su presunta participación en el asesinato del periodista Hugo Bustíos y la tentativa de asesinato del periodista Eduardo Rojas Arce, hechos ocurridos el 24 de noviembre de 1988 en Erapata, Huanta (Ayacucho). En ese entonces, Urresti era capitán del Ejército y se desempeñaba como Jefe de la Sección de Inteligencia S-2 en Castropampa (Huanta) y presuntamente había comandado la patrulla del ejército involucrada en dicho asesinato. Se dice también que usaba el apelativo de Capitán Arturo.
En el curso del proceso, Urresti fue sindicado sucesivamente de autoría material, autoría mediata (intelectual) y coautoría; también fueron apareciendo diversos testigos que trataban de corroborar la acusación, aunque cayendo muchas veces en contradicciones.
Hugo Bustíos Saavedra era corresponsal de la revista Caretas y Eduardo Rojas Arce del diario Actualidad. El hecho ocurrió cuando ambos se dirigían hacia la vivienda de una familia asesinada por Sendero Luminoso, siendo emboscados y atacados por miembros del Ejército peruano de la Base Militar de Castropampa, presumiblemente bajo el mando del Capitán Arturo. Bustíos quedó malherido; su colega Rojas Arce corrió, logrando salvarse; luego, los atacantes pusieron una carga explosiva en el cuerpo herido de Bustíos, quien murió a consecuencia de dicho ataque.
En el 2007 se abrió proceso por el asesinato de Bustíos al entonces coronel EP Víctor La Vera Hernández, que había sido el jefe político-militar de Castropampa, y al entonces mayor EP Amador Vidal Sanbento. El primero fue condenado a 17 años de prisión y el segundo a 15 años. En ese entonces, Urresti no fue incluido en el proceso. Fue solo años después, en el 2009, cuando Amador Vidal acusó a Urresti de haber participado en el asesinato del periodista. La fiscalía formuló entonces denuncia a Urresti por autoría material del crimen. En junio de 2013 un juez de Ayacucho abrió un nuevo proceso, pero esta vez acusando a Urresti de ser el autor mediato, es decir, por haber ordenado el asesinato de Bustíos (autoría intelectual). El testimonio de Vidal fue apoyado por el del oficial de logística EP (r) Edgardo Montoya Contreras, quien indicó que Urresti salió con una patrulla de soldados vestidos de civil hacia la zona donde fue ultimado Bustíos.
En consecuencia, Urresti fue sindicado de ser el autor intelectual de un delito contra la vida, el cuerpo y la salud, en la modalidad de asesinato.
En respuesta, Urresti señaló que se trataba de la acusación de una sola persona (el ya condenado Amador Vidal) que no contaba con ningún elemento probatorio, y que la declaración de Montoya Contreras era producto de una venganza personal (según Urresti, Montoya se dedicaba a robar autopartes de los vehículos del Ejército en Castropampa, hecho que él mismo descubrió y reportó, por lo que fue dado de baja; de allí habría surgido su deseo de vengarse). Señaló también, que más de 20 años, nunca había sido citado ante la justicia ni en calidad de testigo. El gobierno de Ollanta Humala le dio su respaldo. Se sabe también que el presidente Humala, antes de elegirlo como ministro del Interior, estuvo informado de dicha denuncia y que luego de estudiar el asunto, concluyó en que no tenía ningún asidero.
El titular de la Tercera Fiscalía Superior Penal Nacional, Luis Landa, pidió a la Sala Penal Nacional abrir juicio contra Urresti, por ser el presunto autor mediato del homicidio del reportero Hugo Bustíos Saavedra, solicitando veinticinco años de prisión y una reparación civil de 500 000 soles. Ello se dio a poco de la renuncia de Urresti al ministerio del Interior (febrero de 2015) y su anunciada afiliación al Partido Nacionalista Peruano, con una probable precandidatura a la presidencia de la República, lo que dio motivo a suspicacias de un trasfondo político en la decisión del fiscal. De todos modos, en junio de 2015, la Sala Penal Nacional acogió el pedido del fiscal Landa y fijó para el 17 de julio del mismo año el inicio del juicio oral.
En el curso del proceso, tres testigos del caso Bustíos se retractaron, mediante declaraciones juradas, de sus testimonios que comprometían a Urresti en el asesinato. Entre ellos estaba el oficial EP Montoya Contreras, el mismo que al principio había asegurado que la patrulla que salió del cuartel de Castropampa el día del crimen estaba al mando de Urresti (testimonio que fue clave en el inicio del proceso en el 2013). Montoya se rectificó, aduciendo que se había equivocado y que en realidad desconocía quien era el que comandaba dicha patrulla.
Sin embargo, poco después, en una nueva audiencia del juicio, se presentó otra acusación grave contra Urresti: la testigo Isabel Rodríguez Chipana, aseguró haber visto al Capitán Arturo disparar contra Bustíos y que, como represalia por haber presenciado el crimen, dos días después fue abusada sexualmente por el mismo personaje, quien le amenazó con «hacer polvo y cenizas» a toda su familia en caso de que lo delatara. Aseguró que recién se enteraba de que el entonces apodado Capitán Arturo era el mismo Urresti, a quien aseguró poderlo reconocer físicamente. Urresti, que se hallaba presente en la Sala, aplaudió en son de mofa y luego se rio estridentemente, por lo que el tribunal pidió que se retirara de la Sala (2 de octubre de 2015). En declaraciones a la prensa, Urresti negó todas las acusaciones y dijo que había intereses políticos tras de ellas, de organizaciones defensoras de terroristas; incluso, tildó a la misma Isabel Rodríguez de «terrorista».
El 10 de agosto de 2017, el titular de la Tercera Fiscalía Penal Nacional, Luis Landa, pidió acusar a Urresti como coautor (ya no como autor mediato) del asesinato de Hugo Bustíos, solicitando nuevamente veinticinco años de cárcel y el pago de una reparación civil de 500 000 soles. El fiscal basó su tesis en el testimonio de Isabel Rodríguez.
El 4 de octubre de 2018, se dio lectura a la sentencia, siendo Urresti declarado inocente. El tribunal descalificó cinco testimonios que lo señalaban como responsable de la muerte de Bustíos y de otros delitos de lesa humanidad. Ello sucedió pocos días antes de las elecciones municipales de Lima de 2018, en la que Urresti figuraba en las encuestas entre los tres candidatos que más intención de votos tiene, junto con Renzo Reggiardo y Jorge Muñoz Wells.
El 12 de abril de 2023, se dio la lectura a la sentencia por la Tercera Sala Penal Superior Nacional Liquidadora Transitoria el Poder Judicial siendo condenado a 12 años de prisión al encontrarlo culpable por el delito de homicidio, en el grado de coautor de la muerte del periodista Hugo Bustíos, quien fue asesinado en Huanta en el año 1988.

### Congresista de la República
Tras la disolución del Congreso de la República en septiembre del 2019, el entonces presidente Martín Vizcarra convocó a nuevas elecciones parlamentarias para el 2020. Podemos Perú seleccionó a Urresti, quien se desempeñaba como gerente de seguridad de la Municipalidad Distrital de Los Olivos, como cabeza de lista de congresistas del distrito electoral de Lima.
Después de una breve campaña, Podemos Perú se ubicó en segundo lugar a nivel nacional, detrás de Acción Popular. Gracias a los 588 763 votos de Urresti, el partido obtuvo nueve escaños en la circunscripción de once a nivel nacional. Urresti juró el 16 de marzo del 2020.
Durante su etapa como congresista, fue vocero de la bancada del partido Podemos Perú, donde destacó en los hechos importantes como la vacancia del expresidente Martín Vizcarra donde su partido estuvo a favor de ella mientras que Urresti anunciaba que no apoyaba la vacancia presidencial a Vizcarra.

## Candidatura presidencial

### 2016
El 13 de diciembre de 2015, Daniel Urresti anunció su candidatura a la presidencia del Perú por el Partido Nacionalista Peruano, el partido oficialista, asegurando que tenía como base de inicio un 2 % de la intención de voto del electorado, según las encuestas. El anuncio lo hizo en una entrevista en directo al programa Punto Final.
El 20 de diciembre de 2015, oficializó dicha candidatura, presentado a los dos integrantes de su plancha presidencial: la exalcaldesa de Lima Susana Villarán, como postulante a la primera vicepresidencia; y el exgobernador regional de Huancavelica, Maciste Díaz, como candidato a la segunda vicepresidencia. El 11 de marzo de 2016, el Partido Nacionalista retiró todas las candidaturas.

### 2021
En octubre del 2020, Urresti anunció que postularía por segunda vez a la presidencia de la República, con el partido Podemos Perú para las elecciones generales del 2021. En noviembre, presentó su precandidatura a la presidencia junto a María Teresa Cabrera como candidata a la primera vicepresidencia y a Wilbert Portugal en la segunda vicepresidencia, donde resultó elegido candidato del partido para las elecciones presidenciales. Culminando los procesos, la candidatura de Urresti quedó en el noveno lugar de las preferencias.

## Candidatura a la alcaldía de Lima

### Elecciones 2018
El 5 de abril del 2018, fue presentada oficialmente su candidatura a la alcaldía de Lima Metropolitana, por el partido Podemos Perú de José Luna Gálvez. Todo ello mientras aún seguía ventilándose su proceso judicial por el caso Bustíos. En la campaña electoral hizo recordar su experiencia como ministro del Interior, ofreciendo solucionar el problema de la seguridad, el tema de más preocupación de la ciudadanía. Un ciudadano formuló ante el Jurado Electoral Especial de Lima Centro un pedido para excluirlo de la contienda electoral, señalando que Urresti tenía una sentencia de libertad suspendida por difamación (de acuerdo a la ley de elecciones, un candidato no puede postular teniendo penas privativas de libertad suspendidas o efectivas). Urresti adujo en su defensa que su sentencia no estaba consentida o ejecutoriada pues había presentado un recurso de queja ante la Corte Suprema. El Jurado dio la razón a Urresti y le permitió seguir en carrera electoral. También su partido fue cuestionado por serias irregularidades en su inscripción.
El mismo día del cierre de la campaña electoral municipal, el poder judicial dio lectura a la sentencia de Urresti por el caso Bustíos, declarándolo inocente (4 de octubre de 2018).

### Elecciones 2022
Para las elecciones municipales del 2022, Urresti nuevamente anunció su candidatura al Municipio de Lima por Podemos Perú y se perfilaba como una opción para el distrito municipal. Urresti compitió fuertemente con el candidato Rafael López Aliaga de Renovación Popular, quien luego este terminara siendo elegido como alcalde mientras que Urresti quedara en segundo lugar de las elecciones.